# Aulifeltet
Aulifeltet is een plaats in de Noorse gemeente Nes, fylke Akershus. Aulifeltet telt 2683 inwoners (2007) en heeft een oppervlakte van 1,75 km².